# U-35号潜艇 (1936年)
U-35号（德語：U 35）是纳粹德国战争海军建造的十艘VII-A型近岸潜艇（或称U艇）之一。它由基尔的日耳曼尼亚船厂承建，于1936年9月24日下水，至同年11月3日交付使用。第二次世界大战期间，该艇曾执行过三次巡逻作战，共击沉4艘、击伤1艘同盟国或中立国商船，累积总吨位为13,864吨。1939年11月29日，U-35号在卑尔根西北部的北海遭英国驱逐舰金斯敦号、伊卡洛斯号和克什米尔号投掷的深水炸弹击伤后自沉，艇内43名官兵全数被俘。

## 设计
VII级潜艇是基于德国早期的潜艇发展而来，其设计可追溯到第一次世界大战的UB-III型，特别是被取消的UG级方案，再结合造舰工程局为芬兰设计的水妖级加以改进。VII级是单壳体结构，压载水舱以马鞍形安装在艇体上半部的两边舷侧是其最大的特征。由于编入舰队后的使用成绩较好，一边不断进行改进一边持续批量生产，结果成为了纳粹德国潜艇舰队的主力。
U-35号是VII级的第一个衍生型号VII-A型之一。其全长64.51米、舷宽5.85米、高9.5米，并有4.37米的吃水深度，水上和水下排水量分别为626吨和745吨。VII-A型艇采用两台猛狮生产的M6V 40/46型六缸四冲程1,155匹公制馬力（850千瓦特）柴油机用于水面运行，以及两台布朗-博韦里提供的GG UB 720/8型375匹公制馬力（280千瓦特）双作用电动发电机用于水下航行；水面最高航速17節（31每小時），水下8節（15每小時）；能够在水面以10節（19每小時）航速续航6,200海里（11,500），或以4節（7.4每小時）连续在水下航行94海里（174）而无需充电。尽管起居舱室非常狭窄，但由于其快捷的紧急下潜速度，VIIA型艇普遍受到船员们的欢迎，并被视为比更大、更迟钝的艇型更能保护他们免受敌人的攻击。
武器装备方面，U-35号较前型II级潜艇的装备更重，有四具艇艏内置和一具艇艉外置鱼雷发射管，可携带11枚G7型鱼雷或最多22枚TMA型水雷（TMB型则为33枚）。此外，该艇还搭载有一门配备220发弹药的88毫米35式速射炮以及一门配备1,195发弹药20毫米30式高射炮作为甲板炮。其标准船员编制为4名军官及40－44名水兵。

## 历史
1935年3月25日，海军造舰局不惜违反《凡尔赛条约》，正式将四艘VII-A型潜艇（U-33至U-36号）的建造合同发包予基尔的日耳曼尼亚船厂。其中U-35号于次年3月2日开始铺设龙骨，建造序列为558。经过六个月的建造，它于1936年9月24日下水，至同年11月3日在前U-1号艇长、海军上尉克劳斯·埃韦特的指挥下交付使用。完成海试后，该艇加入驻威廉港的“扎尔茨韦德尔”潜艇区舰队，先后担任作战艇和前线艇，直至1939年11月29日沉没。1937年1月11日，海军上尉赫尔曼·米夏黑勒斯率U-35号执行首次远洋航行，对亚速尔群岛的蓬塔德尔加达进行了舰队访问。西班牙内战期间，它又于1937－1938年间三度被派往西班牙沿岸参与支援佛朗哥海军部队的“厄休拉行动”，任务包括海上监视以及进行潜水和护航演练。在1938年4月10日进行的德奥合并公投时，该艇甚至停靠在休达充当当地约200名奥地利人的临时投票站。战前，U-35号曾发生多起事故：1937年，它与一艘货轮相撞；1938年又遭装甲舰施佩伯爵将军号撞击；1939年则因一架飞机撞上司令塔而严重受损。
第二次世界大战期间，U-35号执行了三次巡逻，共计击沉4艘、击伤1艘同盟国或中立国商船，累积总吨位为13,864吨。

### 作战巡逻
1939年8月24日，U-35号在海军上尉维尔纳·洛特的指挥下从诺伊施塔特出发执行首次作战巡逻。该艇与穿过威廉皇帝运河而来的U-31号和U-32号一同前往梅默尔，为即将爆发的战争作准备。8月26日抵达后，U-35号于翌日从梅默尔出发，观察波罗的海和但泽湾的航运状况。六天后，该艇回到基尔，继而经威廉皇帝运河于9月3日返抵威廉港。在此次巡逻中，U-35号没有袭击任何舰船。

U-35号的第二次巡逻于9月9日中午12:00从威廉港启程，前往北大西洋和比斯开湾游弋。当天在行经荷兰的斯希蒙尼克岛以北约23海里（43）时，英国皇家海军潜艇厄休拉号曾向U-35号和U-21号发射了英国在战争中的首批五枚鱼雷，但均告射失。9月18日13:19，U-35号在赫布里底群岛以西截停英国拖网渔船圣阿尔维斯号（St. Alvis）。洛特留意到对方的救生艇由于超载，13名船员将不可能到达陆地，于是在他们把无线电设备扔掉后，他允许拖网渔船继续航行。作为回报，潜艇也得到了英国航空母舰皇家方舟号在该地区出没的情报。当天晚些时候，U-35号在圣基尔达西北偏西海域又拦截了三艘英国拖网渔船。其中阿利塔号（Arlita，326总吨）首先于18:48遭火炮击沉，接着是明托勋爵号（Lord Minto，295总吨）于19:00沉没。惟第三艘南希·黑格号（Nancy Hague）在接载了另外两艘船的船员后获准继续航行。9月21日14:10，洛特在锡利群岛西南部向OA-7号护航船队发射了三枚鱼雷，在相继错失一艘驱逐舰和一艘油轮后，仅击中了6,014总吨的英国油轮柚木号（Teakwood）。但后者并未沉没，而是在炽热号驱逐舰的护航下被送抵法尔茅斯。10月1日18:45，U-35号试图通过灯光信号拦截无护航且中立的比利时货船叙宗号（Suzon，2,239总吨），但对方试图逃跑，直到鸣炮示警实际击中了其2号货舱后才停船。随后，20名船员乘坐两艘救生艇匆忙弃船，接受了德国人的盘问，U-35号再发射一枚鱼雷，击中了叙宗号与烟囱平行的左舷，导致其断成两半，几乎立即在距韦桑岛南偏西约42海里（78）处沉没。两天后的13:15，独自航行的希腊货船迪亚曼蒂斯号（Diamantis，4,990总吨）在恶劣天气下遭U-35号拦截，船员被命令弃船。至15:40，洛特朝该船发射了三枚鱼雷——在前两枚过早引爆后，仅第三枚取得命中，使迪亚曼蒂斯号在锡利群岛西南偏南约40海里（74）处沉没。由于救生艇不适合在恶劣天气下使用，洛特决定把对方全体28名船员都带上潜艇，并于第二天违反爱尔兰的中立原则将他们送抵丁格尔湾，之后才于10月12日返回威廉港。洛特后来评论道：
|  | 在这样恶劣的天气里，我无法检查船上的文件，所以我发出信号，让他们跟着我。我想去爱尔兰海岸，我知道那里不会有这么恶劣的天气。他们没有跟着我，于是我用枪对着船头开了一枪。结果，船员们惊慌失措，跳上了小艇。可以预见，在波涛汹涌的海面上，他们必然会翻船。 |

洛特回到国内受到谴责，他的行为被认为危及了己方船员的安全。但这一在战时罕见的行为却成为国际头条新闻，使U-35号登上了10月16日《生活》杂志的封面，为该艇及其官兵赢得了极大的尊重，甚至对他们后来被俘期间也产生了影响。例如，当水兵们被囚禁在伦敦塔时，时任英国第5驱逐区舰队司令的蒙巴顿勋爵便探望了他们。2009年，为了纪念这一义举，爱尔兰的文特里当地还为该艇竖立了一座纪念碑。

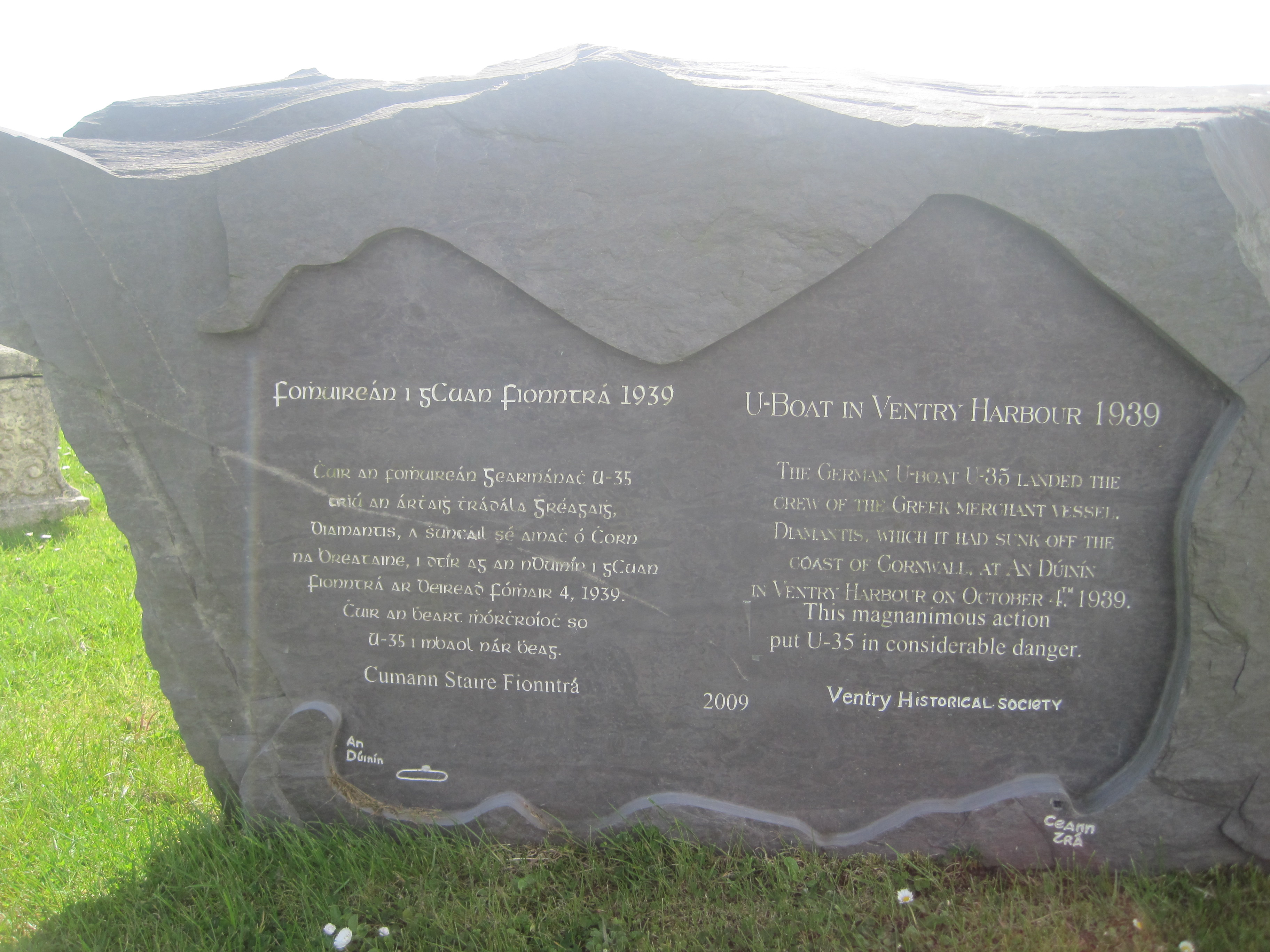
文特里的U-35号纪念碑

11月18日，U-35号离开威廉港执行第三次、也是最后一次巡逻，前往北大西洋和奥克尼群岛游弋，从此再未归航。11月29日黎明，洛特在卑尔根西北部、设得兰群岛附近试图袭击英国重巡洋舰诺福克号时，被对方驱逐舰伊卡洛斯号所发现，后者遂在日出的映衬下发起进攻。由于反光原因，U-35号的舰桥瞭望员没有看到驱逐舰，使得洛特措手不及，被迫紧急下潜。他潜入70米的深度并做出规避机动，但伊卡洛斯号通过潜艇探索声呐锁定了位置，进而投掷出定向为75米的深水炸弹。另外两艘驱逐舰金斯敦号和克什米尔号闻讯赶来，并被引领至据信是U-35号所在的方位。金斯敦号发动两次深水炸弹攻击，卡住了潜艇的深潜舵，使其形成陡峭的上扬角度。洛特命令所有可用的船员前往前舱并全速航行，但徒劳无功；深水炸弹还损坏了艇艉的燃料舱和控制室，而艇艏增加的重量不足以使其恢复到水平位置。洛特只得弃艇，排空所有的控制舱室并浮出水面。他操纵甲板炮自卫，但当看到自己被三艘驱逐舰包围，并且克什米尔号正在开火时，便放弃了抵抗，并下令凿沉艇只。随着潜艇缓缓被灌满水并在60°35′N 02°47′E / 60.583°N 2.783°E处沉没，炮手们纷纷举手投降。指挥英国区舰队的蒙巴顿勋爵要求他的驱逐舰长时间停泊，由克什米尔号从冰冷的海水中救出了4名军官和27名水兵，金斯敦号则救出了洛特和另外11名最后离艇的人。U-35号的43名官兵全数被俘，且每一位船员都在战争中幸存下来。潜艇残骸直到1986年7月才在维京沙洲被发现。

## 袭击历史摘要
| 日期          | 船名         | 船籍   | 吨位  | 结局 |
| ------------- | ------------ | ------ | ----- | ---- |
| 1939年9月18日 | 阿利塔号     | 英国   | 326   | 击沉 |
| 1939年9月18日 | 明托勋爵号   | 英国   | 295   | 击沉 |
| 1939年9月21日 | 柚木号       | 英国   | 6,014 | 击伤 |
| 1939年10月1日 | 叙宗号       | 比利时 | 2,239 | 击沉 |
| 1939年10月3日 | 迪亚曼蒂斯号 | 希腊   | 4,990 | 击沉 |

## 脚注
1. ↑  日本海人社，第20頁.
2. 1 2  Gröner 1991，第40頁.
3. ↑  Helgason, Guemundur. . German U-boats of WWII - uboat.net.   [2024-02-02]. （原始内容存档于2023-12-02）.
4. 1 2  . U-Boot-Archiv.   [2024-04-11]. （原始内容存档于2023-09-25）.
5. ↑  Helgason, Guðmundur. . German U-boats of WWII - uboat.net.   [2024-04-11]. （原始内容存档于2022-12-08）.
6. 1 2  Helgason, Guðmundur. . German U-boats of WWII - uboat.net.   [2024-04-11]. （原始内容存档于2021-12-09）.
7. ↑  Helgason, Guðmundur. . German U-boats of WWII - uboat.net.   [2024-04-11]. （原始内容存档于2009-01-08）.
8. ↑  Helgason, Guðmundur. . German U-boats of WWII - uboat.net.   [2024-04-11]. （原始内容存档于2009-05-22）.
9. ↑  Helgason, Guðmundur. . German U-boats of WWII - uboat.net.   [2024-04-11]. （原始内容存档于2023-02-07）.
10. ↑  Helgason, Guðmundur. . German U-boats of WWII - uboat.net.   [2024-04-11]. （原始内容存档于2023-02-06）.
11. ↑  Helgason, Guðmundur. . German U-boats of WWII - uboat.net.   [2024-04-11]. （原始内容存档于2023-02-07）.
12. ↑  Helgason, Guðmundur. . German U-boats of WWII - uboat.net.   [2024-04-11]. （原始内容存档于2023-02-06）.
13. ↑  Helgason, Guðmundur. . German U-boats of WWII - uboat.net.   [2024-04-11]. （原始内容存档于2023-03-22）.
14. ↑  Riegel, Ralph. . independent.ie. 2009-09-18  [2009-12-19]. （原始内容存档于2012-10-19）.
15. ↑  T Ryle Dwyer. . u-35.com. 1999-10-01  [2024-04-11]. （原始内容存档于2021-02-25）.
16. ↑  . Life (Time-Life). 1939-10-16: Cover and p. 79.
17. ↑  . kerryman.ie.   [2010-02-19]. （原始内容存档于2012-02-17）.
18. ↑  Helgason, Guðmundur. . German U-boats of WWII - uboat.net.   [2024-04-11]. （原始内容存档于2008-08-21）.
19. ↑  Kemp，第62頁.
20. ↑  Busch & Röll，第14頁.
21. ↑  Blair，第154–155頁.